# Ferrière-sur-Beaulieu
Ferrière-sur-Beaulieu är en kommun i departementet Indre-et-Loire i regionen Centre-Val de Loire i de centrala delarna av Frankrike. Kommunen ligger i kantonen Loches som tillhör arrondissementet Loches. År 2022 hade Ferrière-sur-Beaulieu 707 invånare.

## Befolkningsutveckling
Antalet invånare i kommunen Ferrière-sur-Beaulieu
Referens:INSEE